# 빌햐울뮈르 스테파운손

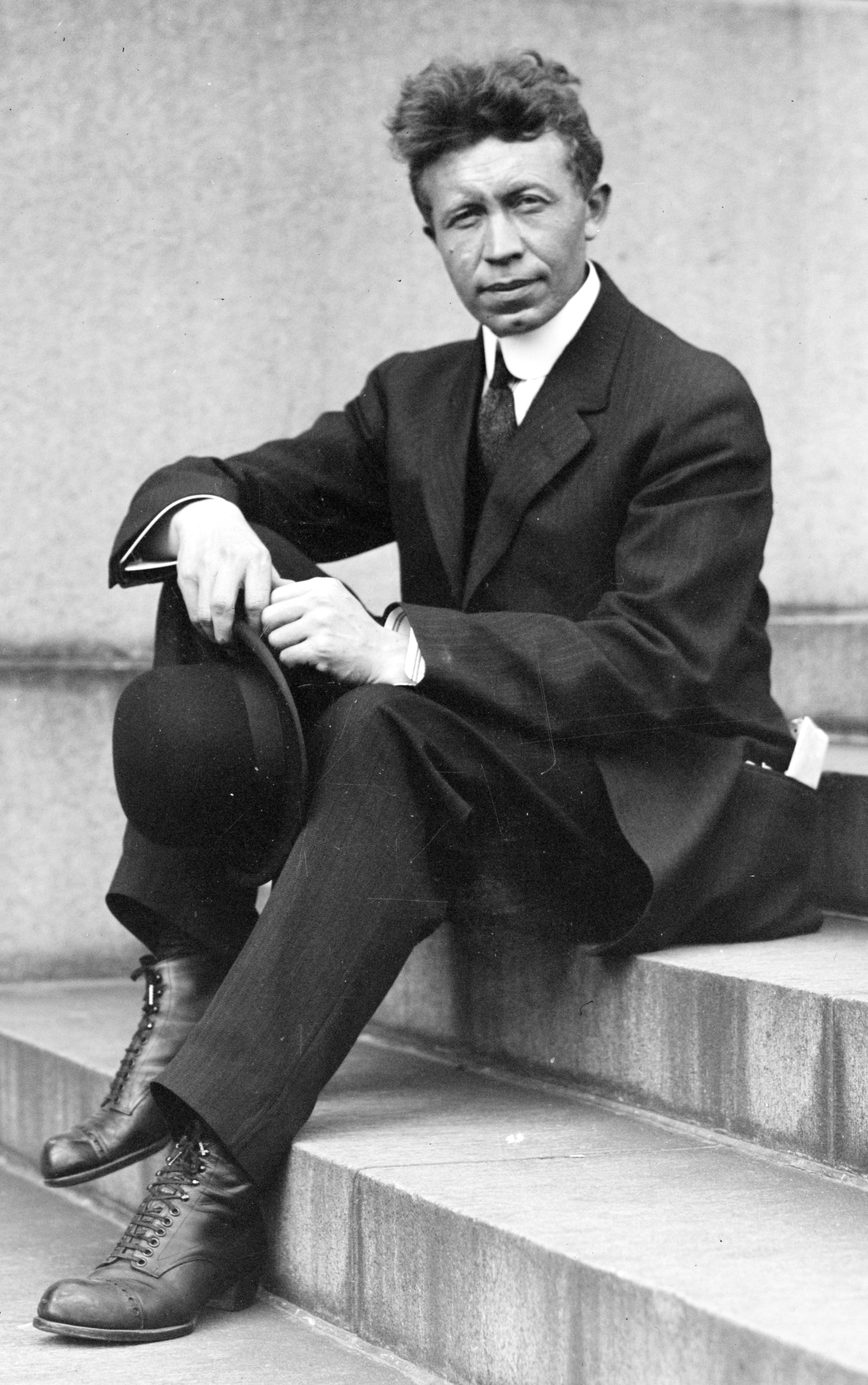
1915년 경의 빌햐울뮈르 스테파운손

빌햐울뮈르 스테파운손(Vilhjalmur Stefansson, 1879년 11월 3일 ~ 1962년 8월 26일)은 아이슬란드계 캐나다인 북극 탐험가이자 민족학자로 주로 북미대륙 북부의 이누이트족들을 연구하였다. 그는 1921년 브란겔섬을 캐나다령으로 만들려고 이누이트족 일행을 보냈으나 1926년 소련은 스테파운손이 보낸 이누이트족을 내쫓고 현재 있는 마을을 만들었다.